# Naungmon
Naungmon est un village du canton de Homalin, District de Hkamti (en), dans la région de Sagaing, au nord-ouest de la Birmanie.

## Histoire
En avril 2021, lors de la Guerre civile en Birmanie, l'Alliance du Nord, composée de l'Armée d'Arakan, de l'Armée de libération nationale Ta'ang et de l'Armée de l'Alliance nationale démocratique de Birmanie, a attaqué un poste de police à Naungmon, tuant au moins dix policiers.